# Velvyslanec

Velvyslanci, autor: Hans Holbein mladší

Velvyslanec je oficiální představitel, který jako nejvýše postavený diplomat obvykle zastupuje stát v zahraničí. Jedná se o nejvyšší diplomatickou hodnost, které lze v diplomacii dosáhnout. Podobně jako jiní diplomaté, také velvyslanci požívají výsad diplomatické imunity, jsou držiteli diplomatického pasu a diplomatické registrační značky na voze (CD). 
Správné oslovení velvyslance je "Vaše excelence", v angličtině Your Excellency, v adresaci dopisu pak Jeho excelence / His Excellency. V adresaci na obálce dopisu bývá používána i zkratka J.E., anglicky pak H.E.
Na vůz velvyslance může být umisťována vlajka jeho země. Registrační značka jeho oficiálního vozu často obsahuje označení CD01 (corps diplomatique - diplomatický sbor), případně CDM01 (chef de mission diplomatique - šéf diplomatické mise), jeho zástupce pak 2 (bez vlajky) atd, což ale nemusí platit ve všech zemích. Někdy bývá druhým číslem na značce i kód té které ambasády či státu. 
Velvyslanec je obvykle akreditován v jiném státě nebo v mezinárodní organizaci jako rezidentní zástupce jeho vlastní hlavy státu jako vedoucí velvyslanectví nebo stálé mise. Může být také jmenován pro zvláštní a často dočasný diplomatický úkol, jako tzv. velvyslanec se zvláštním posláním.
Toto slovo se také často používá ve volnějším významu mimo diplomacii pro osoby, o nichž je známo, že představují určité profese, činnosti a oblasti úsilí, jako je prodej nějaké značky.

## Velvyslanec

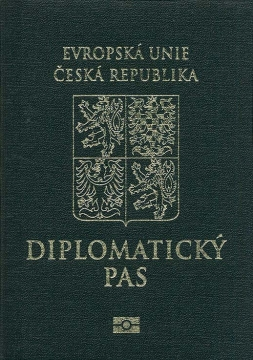
Diplomatický pas ČR má černou barvu

Velvyslanec (ambassador) v diplomacii má různé významy: 
1. velvyslanec: nejvyšší hodnost[1] v diplomatické službě. Velvyslanec tedy nemusí být v zahraničí, ale ponechává si svou hodnost i když není vyslán na misi do funkce mimořádného a zplnomocněného velvyslance, nebo velvyslance se zvláštním posláním:
2. mimořádný a zplnomocněný velvyslanec: je-li zároveň vyslán do zahraničí hlavou státu, přijat (dostane agrément) hlavou přijímající státu a předá mu pověřovací listiny jako šéf velvyslanectví.
3. velvyslanec se zvláštním posláním bývá jmenován pro zvláštní a často dočasný diplomatický úkol.
4. designovaný velvyslanec je velvyslanec na počátku své diplomatické mise, který dosud nepředal pověřovací listiny hlavě přijímajícího státu, čímž se stane mimořádným a zplnomocněným velvyslancem.

Šéfem diplomatické mise může jinak být i
- chargé d’affaires, zkratkou CDA, je vedoucí velvyslanectví, když na místě nemůže být velvyslanec, ať již z politických důvodů (stálý CDA) nebo dočasný (např. během dovolené velvyslance). CDA tedy může mít jakoukoliv diplomatickou hodnost (od velvyslance po attaché) podle okolností, nicméně je obvykle vybírán druhý nejvýše postavený diplomat po velvyslanci.
- Generální konzul je vedoucí generálního konzulátu, tj. diplomatické mise jen pro určitý region státu, ne pro celý stát. Je podřízen velvyslanci.

Cizí tituly šéfů misí
- Nuncius je vedoucí diplomatické mise Vatikánu ("velvyslanec" Vatikánu).
- Vysoký komisař je vedoucí diplomatické mise mezi zeměmi britského Společenství národů ("velvyslanec" Commonwealthu v jiné zemi Commonwealthu). Velvyslanci, které si navzájem vysílají země britského Společenství národů, se tedy nazývají vysocí komisaři (high commissioner), což má tradici ve skutečnosti, že zastupují země, které mají (nebo měly) společnou hlavu státu – britského panovníka.

Titul velvyslance či vysokého komisaře nesou někdy i vysocí úředníci různých mezinárodních organizací jako např. Organizace spojených národů. Takové tituly jsou ale čistě formální, neboť dle Vídeňské úmluvy o diplomatických stycích takoví úředníci nejsou v kontextu úmluvy diplomaté.

## Velvyslanectví

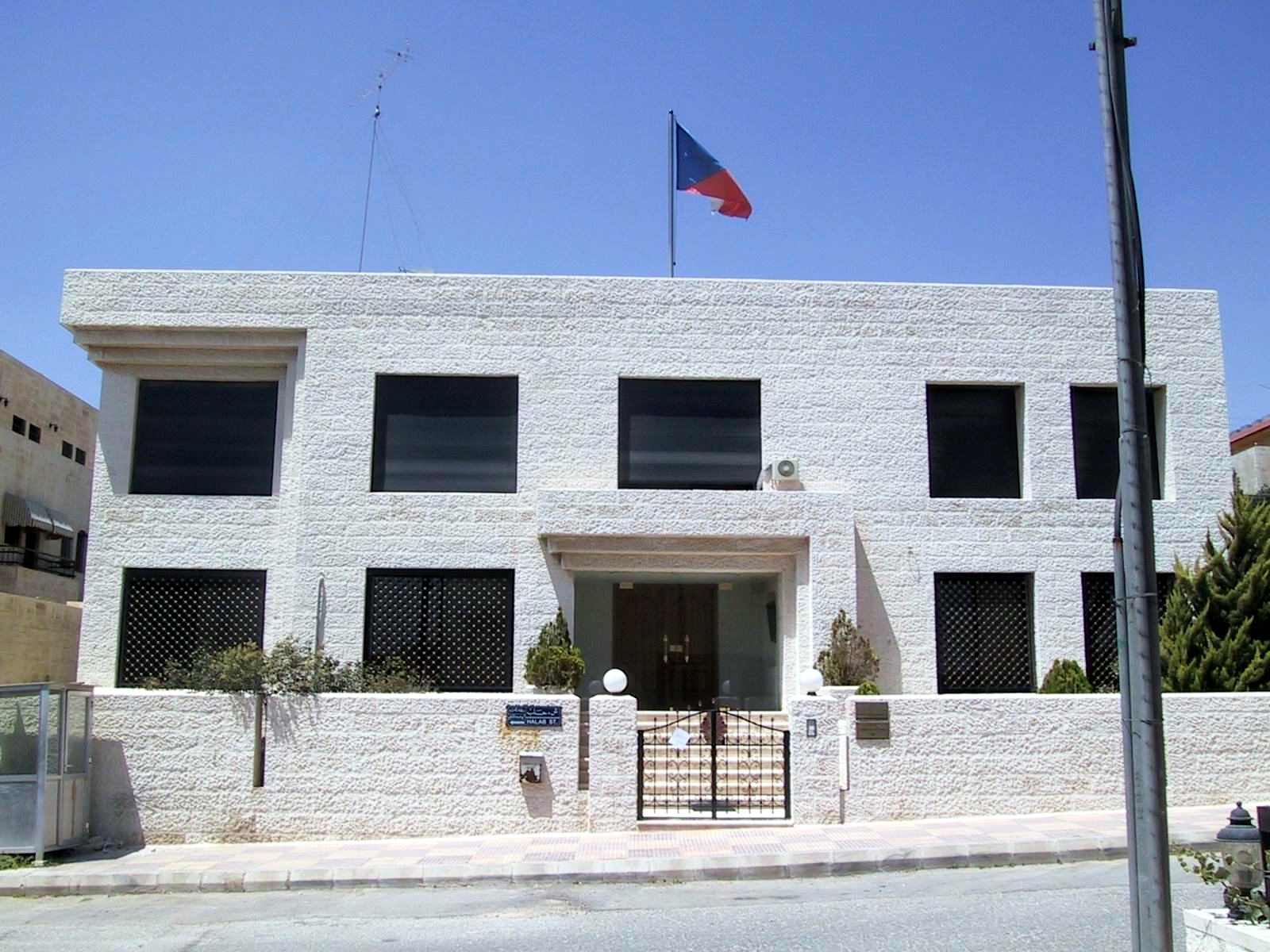
Budova českého velvyslanectví v Ammánu

Velvyslanectví je zastupitelský úřad země v zahraničí s výsadou exteritoriality. Především v nedemokratických zemích to v minulosti vedlo ke konfliktům – jako příklad je zde možno uvést občany NDR, kteří roku 1989 nalezli útočiště na velvyslanectvích SRN ve východní Evropě (v Praze, Varšavě a Budapešti), roku 2003 pak občany Severní Koreje, kteří hledali ochranu na různých velvyslanectvích v Pekingu atd.
Původně byly styky na této úrovni pěstovány jen mezi velmocemi, během 20. století se velvyslanectví stala běžnou formou zastoupení.

## Vyslanec
Označení vyslanec, také legát, pochází z latinského slova legatus. V antickém Římě nesly titul legáta osoby, které byly vysílány do římských provincií, kde u jejich guvernérů zastupovaly ústřední moc v Římě.
Vyslanec patří podle Vídeňské úmluvy do druhé (střední) skupiny diplomatických zástupců (jako diplomatický zástupce Vatikánu mu odpovídá internuncius). Sídlem vyslance je vyslanectví (legace).
- Rada-vyslanec: V diplomacii existuje i hodnost[1] rada-vyslanec, což je o stupeň nižší hodnost než velvyslanec (bereme-li v úvahu i nepoužívaný termín vyslanec, pak je pořadí toto: velvyslanec - vyslanec - rada-vyslanec).

- Zvláštní vyslanec (special envoy) je opět odlišná funkce v diplomacii. Jedná se obvykle o zkušeného seniorního diplomata, vyslaného do zahraničí k plnění zvláštních úkolů.